# Kiettijärvi
Kiettijärvi är en sjö i Gällivare kommun i Lappland och ingår i Kalixälvens huvudavrinningsområde. Sjön har en area på 0,115 kvadratkilometer och ligger 373,1 meter över havet.

## Delavrinningsområde
Kiettijärvi ingår i det delavrinningsområde (742910-173309) som SMHI kallar för Mynnar i Lainisjoki. Medelhöjden är 378 meter över havet och ytan är 2,92 kvadratkilometer. Det finns inga avrinningsområden uppströms utan avrinningsområdet är högsta punkten. Vattendraget som avvattnar avrinningsområdet har biflödesordning 5, vilket innebär att vattnet flödar genom totalt 5 vattendrag innan det når havet efter 202 kilometer. Avrinningsområdet består mestadels av skog (42 procent) och sankmarker (54 procent). Avrinningsområdet har 0,12 kvadratkilometer vattenytor vilket ger det en sjöprocent på 4 procent.